# Gamma Equulei
Gamma Equulei (5 Equulei) é uma estrela dupla na direção da constelação de Equuleus. Possui uma ascensão reta de 21h 10m 20.47s e uma declinação de +10° 07′ 55.0″. Sua magnitude aparente é igual a 4.70. Considerando sua distância de 115 anos-luz em relação à Terra, sua magnitude absoluta é igual a 1.97. Pertence à classe espectral F0p. É uma estrela variável α² Canum Venaticorum.